# Real Love (Dolly Parton)
Real Love è il ventisettesimo album in studio della cantante statunitese Dolly Parton, pubblicato il 21 gennaio 1985 dalla RCA Records. L'album, prodotto da David Malloy, segna l'ultima pubblicazione dell'artista con l'etichetta RCA, sua etichetta discografica nei 18 anni precedenti.

## Tracce
1. "Think About Love"
2. "Tie Our Love (in a Double Knot)"
3. "We Got Too Much"
4. "It's Such a Heartache"
5. "Don't Call It Love"
6. "Real Love
7. "I Can't Be True"
8. "Once in a Very Blue Moon"
9. "Come Back to Me"
10. "I Hope You're Never Happy"